# Campeonato Uruguayo de Primera División 2024
El Campeonato Uruguayo de Primera División 2024 fue el 121.º torneo de primera categoría organizado por la AUF, correspondiente al año 2024. Esta edición llevó la denominación de "100 años de Colombes - Uruguay primer campeón mundial", por el centenario de la victoria del seleccionado uruguayo en los Juegos Olímpicos de 1924. Así mismo, el Torneo Apertura llevó el nombre de "100 años de la Vuelta Olímpica", el Torneo Intermedio será llamado "Dr. Atilio Narancio - El Padre de la Victoria" y el Torneo Clausura tuvo la denominación de "José Nasazzi - Primer Capitán Campeón Mundial".
El Club Atlético Peñarol se consagró campeón tras haber ganado el Torneo Apertura, el Torneo Clausura, y también por haber sumado más puntos en la tabla anual.

## Sistema de disputa
Para esta temporada se mantiene el formato instalado en el fútbol uruguayo desde hace varias temporadas: el sistema de torneos Apertura y Clausura, en el que se cruzan todos contra todos a una rueda por torneo, y en el que ambos campeones también asegurarán participación internacional en la próxima temporada.
También se disputa el Torneo Intermedio, donde los 16 equipos se dividen en dos grupos, según su ubicación en el Torneo Apertura. Los equipos que finalicen en el primer lugar de cada grupo disputarán la final del torneo. El ganador de dicha final asegurará un cupo en la Copa Sudamericana.
Para determinar al campeón de la temporada, se jugará una semifinal entre los campeones del Apertura y Clausura, accediendo el ganador a la final contra el club que más puntos sumó en la tabla anual. En el caso de que el ganador de la tabla anual coincida con el ganador del Apertura o del Clausura, el mismo se podrá consagrar campeón uruguayo ganando solamente un partido: la semifinal. En cambio, si el campeón del Apertura también se consagra en el Clausura (y por ende en la tabla anual), automáticamente se convierte en campeón uruguayo. En cuanto a los cupos a competiciones internacionales, el proceso es el siguiente:
- A) El campeón del Campeonato Uruguayo, clasificará como Uruguay 1 a la siguiente Copa Libertadores.
- B) El vicecampeón (perdedor de la final del Campeonato Uruguayo si se disputa, y en caso contrario, el mejor ubicado en la Tabla Anual, exceptuando al campeón uruguayo) clasificará como Uruguay 2 a la siguiente Copa Libertadores.
- C) Los mejores ubicados en la tabla anual de la temporada, excluyendo al campeón y vicecampeón, clasificarán como Uruguay 3 y Uruguay 4 respectivamente a las fases previas de la siguiente Copa Libertadores.
- D) El campeón del torneo Apertura o Clausura, que no hubiere resultado campeón o vicecampeón del Campeonato Uruguayo ni hubiere obtenido la ubicación prevista en el literal C) del presente artículo, clasificará como Uruguay 1 a la siguiente Copa Sudamericana.
- E) El campeón del torneo Intermedio, que no hubiere resultado campeón o vicecampeón del Campeonato Uruguayo ni hubiere obtenido la ubicación prevista en el literal C) del presente artículo, clasificará como Uruguay 2 a la siguiente Copa Sudamericana.
- F) Los clubes que obtengan la mejor ubicación en la Tabla Anual clasificarán a la siguiente Copa Sudamericana, completando los 4 cupos definitivos a dicho Torneo.

Los descensos a la Segunda División Profesional se determinarán con base en una tabla de promedios arrastrando los puntajes de la temporada anterior, exceptuando a los equipos que provienen del ascenso, que promediarán su puntaje únicamente por su desempeño en la presente temporada.
El sorteo del campeonato se realizó el jueves 1° de febrero.

## Equipos participantes

### Ascensos y descensos
Un total de 16 equipos disputarán el campeonato, incluyendo 13 equipos de la Primera División de Uruguay 2023 y 3 ascendidos desde la Segunda División de Uruguay 2023.
| Club             | Ascendido como                                   |
| ---------------- | ------------------------------------------------ |
| Miramar Misiones | Campeón de la Segunda División 2023              |
| Progreso         | Subcampeón de la Segunda División 2023           |
| Rampla Juniors   | Ganador del Play-Off de la Segunda División 2023 |

| Club             | Descendido como                    |
| ---------------- | ---------------------------------- |
| Mvd. City Torque | 14.º de la tabla del descenso 2023 |
| Plaza Colonia    | 15.º de la tabla del descenso 2023 |
| La Luz           | 16.º de la tabla del descenso 2023 |

### Información general
De los equipos participantes del campeonato 2024, la mayoría son asociaciones civiles a excepción de Boston River, Deportivo Maldonado, Miramar Misiones y Racing, que son Sociedades Anónimas Deportivas.
Datos actualizados para la temporada 2024 inclusive. Las fechas de fundación de los equipos y el palmarés de títulos y subtítulos son elementos declarados por los propios clubes implicados. Todos los datos estadísticos corresponden únicamente a los Campeonatos Uruguayos organizados por la Asociación Uruguaya de Fútbol, no se incluyen los torneos de la FUF de 1923 y 1924 ni el Torneo del Consejo Provisorio 1926 en las temporadas contadas.
| Equipo              | Ciudad     | Estadio                       | Aforo  | Fundación                | Temp. | Temp. c. | Camp. | Subc. | Proveedor | 2023 |
| ------------------- | ---------- | ----------------------------- | ------ | ------------------------ | ----- | -------- | ----- | ----- | --------- | ---- |
| Boston River        | Montevideo | Campeones Olímpicos (Florida) | 5 124  | 20 de febrero de 1939    | 9     | 9        | 0     | 0     | Kelme     | 12°  |
| Cerro               | Montevideo | Luis Tróccoli                 | 25 000 | 1 de diciembre de 1922   | 77    | 2        | 0     | 1     | Mgr Sport | 10°  |
| Cerro Largo         | Melo       | Arq. Antonio E. Ubilla        | 9 000  | 19 de noviembre de 2002  | 11    | 6        | 0     | 0     | Concreto  | 7°   |
| Danubio             | Montevideo | Jardines del Hipódromo        | 18 000 | 1 de marzo de 1932       | 74    | 3        | 4     | 4     | Mgr Sport | 8°   |
| Defensor Sporting   | Montevideo | Luis Franzini                 | 16 000 | 15 de marzo de 1913      | 97    | 3        | 4     | 10    | Puma      | 4°   |
| Deportivo Maldonado | Maldonado  | Domingo Burgueño Miguel       | 30 152 | 25 de agosto de 1928     | 11    | 5        | 0     | 0     | Kelme     | 11°  |
| Fénix               | Montevideo | Parque Capurro                | 5.097  | 7 de julio de 1916       | 43    | 16       | 0     | 0     | Mgr Sport | 13°  |
| Liverpool           | Montevideo | Belvedere                     | 8 384  | 15 de febrero de 1915    | 83    | 10       | 1     | 1     | Mgr Sport | 1°   |
| Miramar Misiones    | Montevideo | Parque Palermo                | 4 072  | 25 de junio de 1980      | 26    | 1        | 0     | 0     | Mgr Sport |      |
| Mont. Wanderers     | Montevideo | Alfredo Víctor Viera          | 10 500 | 15 de agosto de 1902     | 108   | 25       | 3     | 8     | Umbro     | 5°   |
| Nacional            | Montevideo | Gran Parque Central           | 37 000 | 14 de mayo de 1899       | 120   | 120      | 49    | 45    | Umbro     | 3°   |
| Peñarol             | Montevideo | Campeón del Siglo             | 40 700 | 28 de septiembre de 1891 | 119   | 119      | 51    | 34    | Puma      | 2°   |
| Progreso            | Montevideo | Abraham Paladino              | 3 200  | 30 de abril de 1917      | 26    | 1        | 0     | 0     | Mgr Sport |      |
| Racing              | Montevideo | Parque Osvaldo Roberto        | 4 500  | 6 de abril de 1919       | 55    | 2        | 0     | 0     | Macron    | 6°   |
| Rampla Juniors      | Montevideo | Olímpico Pedro Arispe         | 9 500  | 7 de enero de 1914       | 72    | 1        | 1     | 5     | Mgr Sport |      |
| River Plate         | Montevideo | Parque Federico Saroldi       | 5 165  | 11 de mayo de 1932       | 76    | 21       | 0     | 1     | Mgr Sport | 9°   |

## Entrenadores
| Equipo               | Entrenador inicial          | Entrenadores sustitutos  |
| -------------------- | --------------------------- | ------------------------ |
| Boston River         | Jadson Viera Nuevo          |                          |
| Cerro                | Ignacio Pallas Nuevo        |                          |
| Cerro Largo          | Bruno Silva Nuevo           | Danielo Núñez            |
| Danubio              | Mario Saralegui Continúa    | Alejandro Apud           |
| Defensor Sporting    | Martín Varini Nuevo         | Álvaro Navarro           |
| Deportivo Maldonado  | Joaquín Boghossian Nuevo    | Gustavo Díaz             |
| Deportivo Maldonado  | Joaquín Boghossian Nuevo    | Martín Piñeyro           |
| Fénix                | Leonel Rocco Continúa       | Nicolás Vigneri          |
| Liverpool            | Emiliano Alfaro Nuevo       | Joaquín Papa             |
| Miramar Misiones     | Leonardo Medina Continúa    | Horacio Peralta Interino |
| Miramar Misiones     | Leonardo Medina Continúa    | Ricardo Caruso Lombardi  |
| Miramar Misiones     | Leonardo Medina Continúa    | Juan Chumba Interino     |
| Miramar Misiones     | Leonardo Medina Continúa    | Walter Pandiani          |
| Montevideo Wanderers | Alejandro Capuccio Continúa | Antonio Pacheco          |
| Nacional             | Álvaro Recoba Continúa      | Rafael García Interino   |
| Nacional             | Álvaro Recoba Continúa      | Martín Lasarte           |
| Peñarol              | Diego Aguirre Continúa      |                          |
| Progreso             | Carlos Canobbio Continúa    |                          |
| Racing               | Eduardo Espinel Continúa    |                          |
| Rampla Juniors       | Martín García Nuevo         | Juan Castillo Interino   |
| Rampla Juniors       | Martín García Nuevo         | Edgar Martínez           |
| River Plate          | Ignacio Ithurralde Continúa | Francisco Palladino      |

### Cambios de entrenadores
| Equipo               | Entrenador saliente                               | Partidos dirigidos | Fecha de salida     | Tipo de salida     | Posición en la tabla | Entrenador entrante     | Fecha de nombramiento |
| -------------------- | ------------------------------------------------- | ------------------ | ------------------- | ------------------ | -------------------- | ----------------------- | --------------------- |
| Fénix                | Leonel Rocco (1-3 Apertura)                       | 3                  | 3 de marzo de 2024  | Destitución        | 11°                  | Nicolás Vigneri         | 4 de marzo de 2024    |
| Montevideo Wanderers | Alejandro Capuccio (1-3 Apertura)                 | 3                  | 7 de marzo de 2024  | Destitución        | 13°                  | Antonio Pacheco         | 9 de marzo de 2024    |
| Miramar Misiones     | Leonardo Medina (1-5 Apertura)                    | 5                  | 24 de marzo de 2024 | Destitución        | 14°                  | Horacio Peralta         | 26 de marzo de 2024   |
| Rampla Juniors       | Martín García (1-5 Apertura)                      | 5                  | 27 de marzo de 2024 | Común acuerdo      | 16°                  | Juan Castillo           | 27 de marzo de 2024   |
| Miramar Misiones     | Horacio Peralta (6-7 Apertura)                    | 2                  | 8 de abril de 2024  | Fin del interinato | 14°                  | Ricardo Caruso Lombardi | 8 de abril de 2024    |
| Rampla Juniors       | Juan Castillo (6-7 Apertura)                      | 2                  | 9 de abril de 2024  | Fin del interinato | 15°                  | Edgar Martínez          | 9 de abril de 2024    |
| Danubio              | Mario Saralegui (1-8 Apertura)                    | 8                  | 15 de abril de 2024 | Destitución        | 9°                   | Alejandro Apud          | 17 de abril de 2024   |
| Miramar Misiones     | Ricardo Caruso Lombardi (8-13 Apertura)           | 6                  | 22 de mayo de 2024  | Renuncia           | 16°                  | Juan Chumba             | 22 de mayo de 2024    |
| Deportivo Maldonado  | Joaquín Boghossian (1-14 Apertura)                | 14                 | 28 de mayo de 2024  | Destitución        | 11°                  | Gustavo Díaz            | 29 de mayo de 2024    |
| Miramar Misiones     | Juan Chumba (14 Apertura)                         | 1                  | 1 de junio de 2024  | Fin del interinato | 16°                  | Walter Pandiani         | 2 de junio de 2024    |
| Nacional             | Álvaro Recoba (1 Aper.-1 Inter.)                  | 16                 | 10 de junio de 2024 | Común acuerdo      | 2°                   | Rafael García           | 11 de junio de 2024   |
| Nacional             | Rafael García (2.ª Intermedio)                    | 1                  | 15 de junio de 2024 | Fin del interinato | 2°                   | Martín Lasarte          | 14 de junio de 2024   |
| River Plate          | Ignacio Ithurralde (1.ª Apertura- 2.ª Inter.)     | 17                 | 23 de junio de 2024 | Destitución        | 14°                  | Francisco Palladino     | 19 de junio de 2024   |
| Cerro Largo          | Bruno Silva (1.ª Apertura- 2.ª Inter.)            | 18                 | 3 de julio de 2024  | Renuncia           | 6°                   | Juan Jacinto Rodríguez  | 3 de julio de 2024    |
| Defensor Sporting    | Martín Varini (1.ª Apertura- 4.ª Inter.)          | 19                 | 7 de julio de 2024  | Renuncia           | 3°                   | Álvaro Navarro          | 8 de julio de 2024    |
| Cerro Largo          | Juan Jacinto Rodríguez (1.ª Apertura- 2.ª Inter.) | 6                  | 25 de julio de 2024 | Fin del interinato | 6°                   | Danielo Nuñez           | 27 de julio de 2024   |

## Desarrollo

### Torneo Apertura - "100 años de la Vuelta Olímpica"
| Pos. | Equipo               | Pts. | PJ | G  | E | P | GF | GC | Dif. |  |
| ---- | -------------------- | ---- | -- | -- | - | - | -- | -- | ---- |  |
| 1    | Peñarol              | 41   | 15 | 13 | 2 | 0 | 31 | 7  | +24  |  |
| 2    | Nacional             | 34   | 15 | 10 | 4 | 1 | 31 | 16 | +15  |  |
| 3    | Defensor Sporting    | 28   | 15 | 8  | 4 | 3 | 31 | 17 | +14  |  |
| 4    | Boston River         | 27   | 15 | 8  | 3 | 4 | 20 | 16 | +4   |  |
| 5    | Progreso             | 24   | 15 | 7  | 3 | 5 | 25 | 25 | 0    |  |
| 6    | Cerro Largo          | 21   | 15 | 6  | 3 | 6 | 16 | 16 | 0    |  |
| 7    | Racing               | 19   | 15 | 5  | 4 | 6 | 22 | 22 | 0    |  |
| 8    | Liverpool            | 18   | 15 | 4  | 6 | 5 | 22 | 24 | −2   |  |
| 9    | Montevideo Wanderers | 18   | 15 | 5  | 3 | 7 | 15 | 20 | −5   |  |
| 10   | Cerro                | 17   | 15 | 4  | 5 | 6 | 19 | 25 | −6   |  |
| 11   | Deportivo Maldonado  | 15   | 15 | 4  | 3 | 8 | 14 | 18 | −4   |  |
| 12   | Rampla Juniors       | 15   | 15 | 4  | 3 | 8 | 15 | 27 | −12  |  |
| 13   | River Plate          | 14   | 15 | 3  | 5 | 7 | 20 | 25 | −5   |  |
| 14   | Danubio              | 14   | 15 | 3  | 5 | 7 | 13 | 19 | −6   |  |
| 15   | Fénix                | 13   | 15 | 3  | 4 | 8 | 11 | 17 | −6   |  |
| 16   | Miramar Misiones     | 11   | 15 | 2  | 5 | 8 | 18 | 28 | −10  |  |

 Fuente: AUF
Criterios de clasificación: 1) puntos; 2) diferencia de goles; 3) número de goles marcados.
|  | Campeón del Torneo Apertura. |

|                            |
|                            |
| Campeón Peñarol 7.º título |

### Torneo Intermedio - "Dr. Atilio Narancio- El Padre de la Victoria"

#### Serie A
| Pos. | Equipo               | Pts. | PJ | G | E | P | GF | GC | Dif. |  |
| ---- | -------------------- | ---- | -- | - | - | - | -- | -- | ---- |  |
| 1    | Peñarol              | 14   | 7  | 4 | 2 | 1 | 10 | 5  | +5   |  |
| 2    | Montevideo Wanderers | 13   | 7  | 4 | 1 | 2 | 11 | 9  | +2   |  |
| 3    | Defensor Sporting    | 11   | 7  | 3 | 2 | 2 | 7  | 5  | +2   |  |
| 4    | Fénix                | 10   | 7  | 3 | 1 | 3 | 10 | 9  | +1   |  |
| 5    | River Plate          | 8    | 7  | 2 | 2 | 3 | 8  | 9  | −1   |  |
| 6    | Progreso             | 8    | 7  | 2 | 2 | 3 | 8  | 11 | −3   |  |
| 7    | Racing               | 6    | 7  | 1 | 3 | 3 | 8  | 10 | −2   |  |
| 8    | Deportivo Maldonado  | 6    | 7  | 1 | 3 | 3 | 5  | 9  | −4   |  |

 Fuente: AUF
|  | Ganador de la Serie A y clasificado a la final del Torneo Intermedio. |

#### Serie B
| Pos. | Equipo           | Pts. | PJ | G | E | P | GF | GC | Dif. |  |
| ---- | ---------------- | ---- | -- | - | - | - | -- | -- | ---- |  |
| 1    | Nacional         | 16   | 7  | 5 | 1 | 1 | 18 | 5  | +13  |  |
| 2    | Danubio          | 14   | 7  | 4 | 2 | 1 | 11 | 11 | 0    |  |
| 3    | Cerro Largo      | 11   | 7  | 3 | 2 | 2 | 6  | 7  | −1   |  |
| 4    | Cerro            | 10   | 7  | 3 | 1 | 3 | 8  | 5  | +3   |  |
| 5    | Miramar Misiones | 10   | 7  | 3 | 1 | 3 | 7  | 10 | −3   |  |
| 6    | Rampla Juniors   | 8    | 7  | 2 | 2 | 3 | 8  | 12 | −4   |  |
| 7    | Boston River     | 7    | 7  | 2 | 1 | 4 | 6  | 8  | −2   |  |
| 8    | Liverpool        | 3    | 7  | 1 | 0 | 6 | 4  | 10 | −6   |  |

 Fuente: AUF
|  | Ganador de la Serie B y clasificado a la final del Torneo Intermedio. |

#### Final
| Torneo Intermedio; 4 de agosto de 2024 | Nacional                                                                                       | 1:1 (0:1) (8:7 p.)         | Peñarol                                                                                                  | Estadio Centenario, Montevideo |                              |
| 15:00 (UTC-3)                          | Petit 79'                                                                                      | Reporte                    | Fernández 34'                                                                                            | Árbitro(s): Esteban Ostojich   | Árbitro(s): Esteban Ostojich |
|                                        |                                                                                                | Tiros desde el punto penal | |                                |                              |
|                                        | Polenta · Petit · Pereyra · Recoba · Castro · Lozano · López · Coates · Báez · Mejía · Polenta |                            | Fernández · Rodríguez · Sosa · Rossi · Aguerre · Coelho · García · Olivera · Méndez · Mayada · Fernández |                                |                              |

|                             |
|                             |
| Campeón Nacional 5.º título |

### Torneo Clausura - "José Nasazzi"
| Pos. | Equipo               | Pts. | PJ | G  | E | P  | GF | GC | Dif. |  |
| ---- | -------------------- | ---- | -- | -- | - | -- | -- | -- | ---- |  |
| 1    | Peñarol              | 38   | 15 | 12 | 2 | 1  | 32 | 5  | +27  |  |
| 2    | Nacional             | 36   | 15 | 11 | 3 | 1  | 35 | 11 | +24  |  |
| 3    | Racing               | 27   | 15 | 7  | 6 | 2  | 16 | 10 | +6   |  |
| 4    | Boston River         | 26   | 15 | 8  | 2 | 5  | 19 | 15 | +4   |  |
| 5    | Danubio              | 25   | 15 | 6  | 7 | 2  | 14 | 7  | +7   |  |
| 6    | Cerro Largo          | 22   | 15 | 6  | 4 | 5  | 15 | 11 | +4   |  |
| 7    | Defensor Sporting    | 20   | 15 | 5  | 5 | 5  | 17 | 17 | 0    |  |
| 8    | Miramar Misiones     | 19   | 15 | 4  | 7 | 4  | 11 | 15 | −4   |  |
| 9    | Liverpool            | 18   | 15 | 4  | 6 | 5  | 15 | 16 | −1   |  |
| 10   | River Plate          | 18   | 15 | 5  | 3 | 7  | 15 | 20 | −5   |  |
| 11   | Montevideo Wanderers | 17   | 15 | 4  | 5 | 6  | 15 | 20 | −5   |  |
| 12   | Rampla Juniors       | 16   | 15 | 4  | 4 | 7  | 12 | 19 | −7   |  |
| 13   | Fénix                | 14   | 15 | 4  | 2 | 9  | 14 | 28 | −14  |  |
| 14   | Cerro                | 12   | 15 | 2  | 6 | 7  | 9  | 20 | −11  |  |
| 15   | Deportivo Maldonado  | 9    | 15 | 2  | 3 | 10 | 12 | 24 | −12  |  |
| 16   | Progreso             | 8    | 15 | 1  | 5 | 9  | 9  | 24 | −15  |  |

 Fuente: AUF
|  | Campeón del Torneo Clausura. |

|                             |
|                             |
| Campeón Peñarol 11.º título |

## Tabla anual
| Pos. | Equipo               | Pts. | PJ | G  | E  | P  | GF | GC | Dif. |  |
| ---- | -------------------- | ---- | -- | -- | -- | -- | -- | -- | ---- |  |
| 1    | Peñarol              | 93   | 37 | 29 | 6  | 2  | 73 | 17 | +56  |  |
| 2    | Nacional             | 86   | 37 | 26 | 8  | 3  | 86 | 32 | +54  |  |
| 3    | Boston River         | 60   | 37 | 18 | 6  | 13 | 46 | 40 | +6   |  |
| 4    | Defensor Sporting    | 59   | 37 | 16 | 11 | 10 | 55 | 39 | +16  |  |
| 5    | Cerro Largo          | 54   | 37 | 15 | 9  | 13 | 37 | 34 | +3   |  |
| 6    | Danubio              | 53   | 37 | 13 | 14 | 10 | 38 | 37 | +1   |  |
| 7    | Racing               | 52   | 37 | 13 | 13 | 11 | 46 | 42 | +4   |  |
| 8    | Montevideo Wanderers | 48   | 37 | 13 | 9  | 15 | 41 | 49 | −8   |  |
| 9    | River Plate          | 40   | 37 | 10 | 10 | 17 | 43 | 54 | −11  |  |
| 10   | Miramar Misiones     | 40   | 37 | 9  | 13 | 15 | 36 | 53 | −17  |  |
| 11   | Progreso             | 40   | 37 | 10 | 10 | 17 | 42 | 60 | −18  |  |
| 12   | Liverpool            | 39   | 37 | 9  | 12 | 16 | 41 | 50 | −9   |  |
| 13   | Cerro                | 39   | 37 | 9  | 12 | 16 | 36 | 50 | −14  |  |
| 14   | Rampla Juniors       | 39   | 37 | 10 | 9  | 18 | 35 | 58 | −23  |  |
| 15   | Fénix                | 37   | 37 | 10 | 7  | 20 | 35 | 54 | −19  |  |
| 16   | Deportivo Maldonado  | 30   | 37 | 7  | 9  | 21 | 31 | 52 | −21  |  |

 Fuente: AUF
Criterios de clasificación: 1) puntos; 2) diferencia de goles; 3) número de goles marcados.
|  | En zona de clasificación a la Final del Campeonato Uruguayo 2024 y a la Fase de grupos de la Copa Libertadores 2025. |
|  | En zona de clasificación a la Fase de grupos de la Copa Libertadores 2025.                                           |
|  | En zona de clasificación a la Fase 2 de la Copa Libertadores 2025.                                                   |
|  | En zona de clasificación a la Fase 1 de la Copa Libertadores 2025.                                                   |
|  | En zona de clasificación a la Primera fase de la Copa Sudamericana 2025.                                             |
|  | Descendieron al Campeonato Uruguayo de Segunda División 2025 por promedio.                                           |

### Evolución de la clasificación
| Jornada / Equipo     | 1       | 2   | 3   | 4   | 5   | 6   | 7   | 8   | 9  | 10 | 11 | 12 | 13 | 14 | 15 | 16 | 17 | 18 | 19 | 20 | 21 | 22 | 23 | 24 | 25 | 26 | 27 | 28 | 29 | 30 | 31 | 32 | 33 | 34 | 35 | 36 | 37 |   |
| -------------------- | ------- | --- | --- | --- | --- | --- | --- | --- | -- | -- | -- | -- | -- | -- | -- | -- | -- | -- | -- | -- | -- | -- | -- | -- | -- | -- | -- | -- | -- | -- | -- | -- | -- | -- | -- | -- | -- | - |
| Jornada / Equipo     | Peñarol | 5   | 1   | 1   | 1   | 1   | 1   | 1   | 1  | 1  | 1  | 1  | 1  | 1  | 1  | 1  | 1  | 1  | 1  | 1  | 1  | 1  | 1  | 1  | 1  | 1  | 1  | 1  | 1  | 1  | 1  | 1  | 1  | 1  | 1  | 1  | 1  | 1 |
| Nacional             | 4       | 2   | 2   | 4   | 4   | 5   | 4   | 3   | 3  | 3  | 2  | 2  | 2  | 2  | 2  | 2  | 2  | 2  | 2  | 2  | 2  | 2  | 2  | 2  | 2  | 2  | 2  | 2  | 2  | 2  | 2  | 2  | 2  | 2  | 2  | 2  | 2  |   |
| Boston River         | 2       | 4   | 3   | 2   | 3   | 3   | 3   | 4   | 5  | 7  | 6  | 5  | 3  | 3  | 4  | 4  | 4  | 4  | 4  | 4  | 4  | 4  | 4  | 4  | 4  | 3  | 4  | 3  | 3  | 3  | 3  | 3  | 3  | 3  | 3  | 3  | 3  |   |
| Defensor Sporting    | 10*     | 6*  | 4*  | 5*  | 6*  | 4*  | 5*  | 5*  | 4  | 4  | 4  | 4  | 5  | 4  | 3  | 3  | 3  | 3  | 3  | 3  | 3  | 3  | 3  | 3  | 3  | 4  | 3  | 4  | 4  | 4  | 4  | 4  | 4  | 4  | 4  | 4  | 4  |   |
| Cerro Largo          | 13      | 10  | 8   | 6   | 5   | 7   | 8   | 8   | 8  | 6  | 5  | 6  | 8  | 8  | 6  | 7  | 6  | 6  | 6  | 5  | 5  | 5  | 6  | 7  | 7  | 7  | 7  | 7  | 7  | 7  | 7  | 8  | 7  | 7  | 6  | 6  | 5  |   |
| Danubio              | 3       | 5   | 9   | 7   | 9   | 10  | 9   | 10  | 10 | 9  | 8  | 11 | 12 | 15 | 14 | 12 | 11 | 13 | 9  | 10 | 8  | 8  | 8  | 6  | 5  | 5  | 5  | 5  | 5  | 5  | 5  | 5  | 5  | 5  | 5  | 5  | 6  |   |
| Racing               | 7       | 3   | 7   | 9   | 11  | 8   | 7   | 7   | 7  | 5  | 7  | 8  | 7  | 7  | 7  | 6  | 7  | 7  | 7  | 8  | 9  | 10 | 10 | 11 | 10 | 9  | 8  | 8  | 8  | 8  | 8  | 7  | 8  | 6  | 7  | 7  | 7  |   |
| Montevideo Wanderers | 9       | 12  | 13  | 13  | 10  | 11  | 13  | 13  | 12 | 11 | 11 | 12 | 9  | 9  | 9  | 8  | 8  | 10 | 10 | 7  | 7  | 7  | 5  | 5  | 6  | 6  | 6  | 6  | 6  | 6  | 6  | 6  | 6  | 8  | 8  | 8  | 8  |   |
| River Plate          | 16      | 7   | 6   | 8   | 7   | 6   | 6   | 6   | 6  | 8  | 10 | 10 | 11 | 13 | 13 | 14 | 16 | 14 | 14 | 15 | 14 | 13 | 12 | 12 | 13 | 13 | 12 | 13 | 12 | 13 | 14 | 14 | 14 | 14 | 13 | 9  | 9  |   |
| Miramar Misiones     | 12      | 16  | 16  | 14  | 14  | 15  | 14  | 14  | 13 | 15 | 15 | 15 | 16 | 16 | 16 | 15 | 12 | 11 | 13 | 13 | 16 | 16 | 15 | 15 | 15 | 14 | 14 | 14 | 14 | 14 | 13 | 13 | 12 | 11 | 11 | 12 | 10 |   |
| Progreso             | 1       | 8*  | 5*  | 3*  | 2   | 2   | 2   | 2   | 2  | 2  | 3  | 3  | 4  | 5  | 5  | 5  | 5  | 5  | 5  | 6  | 6  | 6  | 7  | 8  | 8  | 8  | 9  | 9  | 9  | 10 | 9  | 9  | 9  | 9  | 9  | 10 | 11 |   |
| Liverpool            | 6       | 9   | 11  | 11  | 12  | 12  | 10  | 9   | 9  | 10 | 9  | 7  | 6  | 6  | 8  | 10 | 10 | 8  | 11 | 11 | 13 | 14 | 14 | 14 | 14 | 15 | 15 | 15 | 15 | 15 | 15 | 15 | 15 | 15 | 15 | 15 | 12 |   |
| Cerro                | 8       | 13  | 14  | 15  | 15  | 16  | 12  | 12  | 11 | 13 | 14 | 13 | 14 | 12 | 10 | 9  | 9  | 9  | 12 | 12 | 10 | 9  | 9  | 10 | 9  | 11 | 11 | 11 | 13 | 9  | 12 | 12 | 11 | 10 | 10 | 11 | 13 |   |
| Rampla Juniors       | 11*     | 14* | 15* | 16* | 16* | 13* | 15* | 16* | 15 | 14 | 13 | 14 | 13 | 10 | 12 | 11 | 15 | 16 | 16 | 14 | 11 | 12 | 11 | 9  | 11 | 10 | 10 | 10 | 10 | 11 | 10 | 10 | 10 | 12 | 12 | 13 | 14 |   |
| Fénix                | 15      | 11  | 12  | 12  | 13  | 14  | 16  | 15  | 16 | 16 | 16 | 16 | 15 | 14 | 15 | 16 | 13 | 12 | 8  | 9  | 12 | 11 | 13 | 13 | 12 | 12 | 13 | 12 | 11 | 12 | 11 | 11 | 13 | 13 | 14 | 14 | 15 |   |
| Deportivo Maldonado  | 14      | 15  | 10  | 10  | 8   | 9   | 11  | 11  | 14 | 12 | 12 | 9  | 10 | 11 | 11 | 13 | 14 | 15 | 15 | 16 | 15 | 15 | 16 | 16 | 16 | 16 | 16 | 16 | 16 | 16 | 16 | 16 | 16 | 16 | 16 | 16 | 16 |   |

## Tabla del descenso
| Pos.                                         | Equipo                  | PJ 2023 | PTS 2023 | PJ 2024 | PTS 2024 | PJ | PTS | DG  | Prom. |
| -------------------------------------------- | ----------------------- | ------- | -------- | ------- | -------- | -- | --- | --- | ----- |
| 1.°                                          | Peñarol                 | 37      | 69       | 37      | 93       | 74 | 162 | +77 | 2,189 |
| 2.°                                          | Nacional                | 37      | 64       | 37      | 86       | 74 | 150 | +78 | 2,027 |
| 3.°                                          | Defensor Sporting       | 37      | 60       | 37      | 59       | 74 | 119 | +41 | 1,608 |
| 4.°                                          | Liverpool               | 37      | 74       | 37      | 39       | 74 | 113 | +18 | 1,527 |
| 5.°                                          | Cerro Largo             | 37      | 50       | 37      | 54       | 74 | 104 | +2  | 1,405 |
| 6.°                                          | Racing                  | 37      | 50       | 37      | 52       | 74 | 102 | +3  | 1,378 |
| 7.°                                          | Danubio                 | 37      | 48       | 37      | 53       | 74 | 101 | +5  | 1,365 |
| 8.°                                          | Boston River            | 37      | 41       | 37      | 60       | 74 | 101 | 0   | 1,365 |
| 9.°                                          | Montevideo Wanderers    | 37      | 50       | 37      | 48       | 74 | 98  | −9  | 1,324 |
| 10.°                                         | River Plate             | 37      | 48       | 37      | 40       | 74 | 88  | −20 | 1,189 |
| 11.°                                         | Cerro                   | 37      | 43       | 37      | 39       | 74 | 82  | −18 | 1,108 |
| 12.°                                         | Miramar Misiones        | -       | -        | 37      | 40       | 37 | 40  | −17 | 1,081 |
| 13.°                                         | Progreso                | -       | -        | 37      | 40       | 37 | 40  | −18 | 1,081 |
| 14.°                                         | Rampla Juniors (D)      | -       | -        | 37      | 39       | 37 | 39  | −23 | 1,054 |
| 15.°                                         | Fénix (D)               | 37      | 37       | 37      | 37       | 74 | 74  | −33 | 1,000 |
| 16.°                                         | Deportivo Maldonado (D) | 37      | 43       | 37      | 30       | 74 | 73  | −37 | 0,986 |
| Última actualización: 2 de diciembre de 2024 |                         |         |          |         |          |    |     |     |       |

|  | Descendieron al Campeonato Uruguayo de Segunda División 2025 |

### Evolución de la clasificación
| Jornada / Equipo     | 1       | 2   | 3   | 4   | 5   | 6   | 7   | 8   | 9  | 10 | 11 | 12 | 13 | 14 | 15 | 16 | 17 | 18 | 19 | 20 | 21 | 22 | 23 | 24 | 25 | 26 | 27 | 28 | 29 | 30 | 31 | 32 | 33 | 34 | 35 | 36 | 37 |   |
| -------------------- | ------- | --- | --- | --- | --- | --- | --- | --- | -- | -- | -- | -- | -- | -- | -- | -- | -- | -- | -- | -- | -- | -- | -- | -- | -- | -- | -- | -- | -- | -- | -- | -- | -- | -- | -- | -- | -- | - |
| Jornada / Equipo     | Peñarol | 3   | 3   | 2   | 2   | 2   | 2   | 2   | 2  | 2  | 2  | 2  | 1  | 1  | 1  | 1  | 1  | 1  | 1  | 1  | 1  | 1  | 1  | 1  | 1  | 1  | 1  | 1  | 1  | 1  | 1  | 1  | 1  | 1  | 1  | 1  | 1  | 1 |
| Nacional             | 4       | 4   | 4   | 4   | 4   | 4   | 4   | 4   | 4  | 3  | 3  | 3  | 3  | 2  | 2  | 2  | 2  | 2  | 2  | 2  | 2  | 2  | 2  | 2  | 2  | 2  | 2  | 2  | 2  | 2  | 2  | 2  | 2  | 2  | 2  | 2  | 2  |   |
| Defensor Sporting    | 5*      | 5*  | 5*  | 5*  | 5*  | 5*  | 5*  | 5*  | 5  | 5  | 5  | 5  | 5  | 5  | 4  | 4  | 3  | 3  | 3  | 3  | 3  | 3  | 3  | 3  | 3  | 3  | 3  | 3  | 3  | 3  | 3  | 3  | 3  | 3  | 3  | 3  | 3  |   |
| Liverpool            | 2       | 2   | 3   | 3   | 3   | 3   | 3   | 3   | 3  | 4  | 4  | 4  | 4  | 3  | 3  | 3  | 4  | 4  | 4  | 4  | 4  | 4  | 4  | 4  | 4  | 4  | 4  | 4  | 4  | 4  | 4  | 4  | 4  | 4  | 4  | 4  | 4  |   |
| Cerro Largo          | 9       | 9   | 6   | 6   | 6   | 6   | 8   | 7   | 7  | 7  | 6  | 6  | 6  | 8  | 6  | 7  | 6  | 6  | 6  | 6  | 6  | 6  | 7  | 7  | 7  | 8  | 7  | 8  | 8  | 8  | 8  | 9  | 8  | 8  | 7  | 7  | 5  |   |
| Racing               | 8       | 6   | 7   | 8   | 10  | 7   | 7   | 6   | 6  | 6  | 7  | 7  | 7  | 7  | 7  | 6  | 7  | 7  | 7  | 9  | 9  | 9  | 10 | 10 | 10 | 9  | 9  | 9  | 9  | 9  | 9  | 8  | 9  | 7  | 8  | 8  | 6  |   |
| Danubio              | 6       | 7   | 9   | 7   | 7   | 9   | 9   | 9   | 10 | 8  | 9  | 10 | 10 | 10 | 10 | 10 | 10 | 10 | 10 | 10 | 10 | 8  | 8  | 8  | 6  | 6  | 6  | 6  | 5  | 7  | 6  | 6  | 5  | 6  | 6  | 5  | 7  |   |
| Boston River         | 12      | 11  | 11  | 11  | 11  | 10  | 10  | 10  | 11 | 11 | 11 | 8  | 8  | 6  | 8  | 9  | 9  | 9  | 8  | 7  | 8  | 10 | 9  | 9  | 9  | 7  | 8  | 7  | 6  | 5  | 5  | 5  | 6  | 5  | 5  | 6  | 8  |   |
| Montevideo Wanderers | 7       | 8   | 10  | 10  | 8   | 11  | 11  | 11  | 9  | 10 | 8  | 9  | 9  | 9  | 9  | 8  | 8  | 8  | 9  | 8  | 7  | 7  | 6  | 5  | 5  | 5  | 5  | 5  | 7  | 6  | 7  | 7  | 7  | 9  | 9  | 9  | 9  |   |
| River Plate          | 10      | 10  | 8   | 9   | 9   | 8   | 6   | 8   | 8  | 9  | 10 | 11 | 11 | 11 | 11 | 12 | 12 | 11 | 11 | 11 | 11 | 12 | 11 | 11 | 12 | 13 | 12 | 11 | 10 | 10 | 12 | 12 | 11 | 10 | 10 | 10 | 10 |   |
| Cerro                | 11      | 12  | 13  | 13  | 13  | 13  | 13  | 12  | 12 | 12 | 13 | 13 | 13 | 12 | 12 | 11 | 11 | 12 | 12 | 12 | 12 | 11 | 12 | 13 | 11 | 12 | 13 | 13 | 13 | 12 | 13 | 13 | 13 | 12 | 12 | 11 | 11 |   |
| Miramar Misiones     | 16      | 16  | 16  | 15  | 15  | 16  | 16  | 16  | 15 | 16 | 16 | 16 | 16 | 16 | 16 | 16 | 14 | 13 | 15 | 15 | 16 | 16 | 16 | 16 | 16 | 16 | 16 | 14 | 14 | 15 | 14 | 14 | 14 | 13 | 13 | 13 | 12 |   |
| Progreso             | 1       | 1*  | 1*  | 1*  | 1   | 1   | 1   | 1   | 1  | 1  | 1  | 2  | 2  | 4  | 5  | 5  | 5  | 5  | 5  | 5  | 5  | 5  | 5  | 6  | 8  | 10 | 10 | 10 | 11 | 11 | 10 | 10 | 10 | 11 | 11 | 12 | 13 |   |
| Rampla Juniors       | 15*     | 15* | 15* | 16* | 16* | 15* | 15* | 15* | 16 | 15 | 15 | 15 | 15 | 14 | 14 | 14 | 16 | 16 | 16 | 16 | 14 | 14 | 13 | 12 | 13 | 11 | 11 | 12 | 12 | 13 | 11 | 11 | 12 | 14 | 14 | 14 | 14 |   |
| Fénix                | 14      | 14  | 14  | 14  | 14  | 14  | 14  | 14  | 14 | 14 | 14 | 14 | 14 | 15 | 15 | 15 | 15 | 15 | 14 | 14 | 15 | 15 | 15 | 15 | 15 | 14 | 14 | 15 | 15 | 14 | 15 | 15 | 15 | 15 | 15 | 15 | 15 |   |
| Deportivo Maldonado  | 13      | 13  | 12  | 12  | 12  | 12  | 12  | 13  | 13 | 13 | 12 | 12 | 12 | 13 | 13 | 13 | 13 | 14 | 13 | 13 | 13 | 13 | 14 | 14 | 14 | 15 | 15 | 16 | 16 | 16 | 16 | 16 | 16 | 16 | 16 | 16 | 16 |   |

## Definición del campeonato
Peñarol tras haber ganado el Torneo Apertura, el Torneo Clausura, y también por haber sumado más puntos en la tabla anual, se consagró campeón automáticamente sin necesidad de jugar las finales.
| Equipo  | Método de clasificación     |
| ------- | --------------------------- |
| Peñarol | Campeón del Torneo Apertura |
| Peñarol | Campeón del Torneo Clausura |
| Peñarol | Ganador de la Tabla Anual   |

|  | Semifinal | Semifinal |  |  | Final   | Final | Final |
|  |           |           |  |  |         |       |       |
|  |           |           |  |  |         |       |       |
|  | Peñarol   | –         |  |  |         |       |       |
|  | Peñarol   | –         |  |  |         |       |       |
|  |           |           |  |  |         |       |       |
|  |           |           |  |  | Peñarol | –     | –     |
|  |           |           |  |  | Peñarol | –     | –     |
|  |           |           |  |  |         |       |       |

|                                          |
| Bandera de Uruguay                       |
| Campeón Uruguayo 2024 Peñarol 52º título |

## Estadísticas

### Máximos goleadores
| Jugador            | Club              | Goles | PJ | GPP  |
| ------------------ | ----------------- | ----- | -- | ---- |
| Leonardo Fernández | Peñarol           | 16    | 36 | 0.44 |
| Bruno Damiani      | Boston River      | 12    | 33 | 0.39 |
| Octavio Rivero     | Defensor Sporting | 12    | 17 | 0.7  |

### Tripletes o más
A continuación se detallan los tripletes conseguidos a lo largo del Campeonato Uruguayo.
| Fecha      | Jugador             | Goles         | Local             |  | Resultado |  | Visitante        | Rep.                 |
| ---------- | ------------------- | ------------- | ----------------- |  | --------- |  | ---------------- | -------------------- |
| 28/04/2024 | Sebastián Fernández | 61' 68' 90+6' | Miramar Misiones  |  | 3 – 5     |  | Danubio          | T. Apertura Fecha 10 |
| 02/06/2024 | Octavio Rivero      | 41' 85' 89'   | Defensor Sporting |  | 3 – 0     |  | Miramar Misiones | T. Apertura Fecha 15 |
| 22/09/2024 | Facundo Batista     | 1' 14' 62'    | Cerro             |  | 0 – 5     |  | Peñarol          | T. Clausura Fecha 4  |
| 29/09/2024 | Marcos Camarda      | 31' 45+3' 54' | River Plate       |  | 4 – 3     |  | Fénix            | T. Clausura Fecha 5  |

### Autogoles
| Fecha      | Jugador             | Minuto        | Local               | Resultado | Visitante           | Jornada            |
| ---------- | ------------------- | ------------- | ------------------- | --------- | ------------------- | ------------------ |
| 17/02/2024 | Mauro Alfonso       | 86' , 1 - 1   | Deportivo Maldonado | 1 – 2     | Boston River        | Apertura Fecha 1   |
| 27/03/2024 | Andrés Madruga      | 27' , 2 - 1   | Progreso            | 4 – 2     | Rampla Juniors      | Apertura Fecha 2   |
| 30/03/2024 | Yonatan Irrazabal   | 90+3' , 1 - 0 | Liverpool           | 1 – 1     | River Plate         | Apertura Fecha 6   |
| 31/03/2024 | Hernán Menosse      | 35' , 2 - 1   | Progreso            | 3 – 1     | Deportivo Maldonado | Apertura Fecha 6   |
| 16/04/2024 | Enzo Martínez       | 64' , 1 - 3   | Wanderers           | 2 – 3     | Liverpool           | Apertura Fecha 8   |
| 29/04/2024 | Tiago Galletto      | 23' , 2 - 0   | Peñarol             | 3 – 0     | River Plate         | Apertura Fecha 10  |
| 03/05/2024 | Óscar Quiñónez      | 43' , 2 - 1   | Nacional            | 4 – 2     | Racing              | Apertura Fecha 11  |
| 19/05/2024 | Luis Femia          | 74' , 2 - 0   | Boston River        | 2 – 0     | Cerro               | Apertura Fecha 13  |
| 23/05/2024 | Martín Gianoli      | 43' , 0 - 1   | Peñarol             | 3 – 1     | Progreso            | Apertura Fecha 14  |
| 03/06/2024 | Mauro Goicoechea    | 89' , 1 - 1   | Danubio             | 1 – 1     | Deportivo Maldonado | Apertura Fecha 15  |
| 15/06/2024 | Santiago Ramírez    | 83' , 1 - 1   | River Plate         | 1 – 1     | Deportivo Maldonado | Intermedio Fecha 2 |
| 18/08/2024 | Nicolás Rodríguez   | 45+2' , 1 - 2 | River Plate         | 3 – 3     | Nacional            | Clausura Fecha 1   |
| 28/09/2024 | Mario Risso         | 46' , 0 - 2   | Wanderers           | 2 – 2     | Danubio             | Clausura Fecha 5   |
| 05/10/2024 | Matías Aguirregaray | 80' , 3 - 2   | Boston River        | 3 – 2     | Wanderers           | Clausura Fecha 6   |
| 16/11/2024 | Sebastián Coates    | 82' , 2 - 3   | Nacional            | 5 – 2     | Deportivo Maldonado | Clausura Fecha 13  |

| Datos actualizados a 16 de noviembre de 2024. |

## Premios AUF
La AUF, con el apoyo de la Mutual Uruguaya de Futbolistas Profesionales, premia a los mejores jugadores, técnicos y árbitros del torneo. El Equipo Técnico de análisis para designar las premiaciones estuvo integrado por Eduardo Arismendi, Gustavo Bañales, Luciano Cafú Barbosa, Pablo Fandiño, Álvaro Fuerte, Ernesto Filippi, Gregorio Pérez, Rodrigo Romano, Jorge Seré, Alejandro Bertoldi, Álvaro Gutiérrez y Juan Manuel Olivera.

### Premios mensuales
| Mes                   | Jugador del Mes                  | Joven Talento sub-21             | Mejor Gol del Mes                  | Mejor atajada                 | Fechas                     | Referencia |
| --------------------- | -------------------------------- | -------------------------------- | ---------------------------------- | ----------------------------- | -------------------------- | ---------- |
| Febrero - Marzo       | Leonardo Fernández Peñarol       | Luciano Rodríguez Liverpool      | Alex Silva Progreso                | Luis Mejía Nacional           | 1-6 Apertura               | AUF        |
| Abril                 | Alex Silva Progreso              | Jeremía Recoba Nacional          | Emiliano Gómez Boston River        | Luis Mejía Nacional           | 7-10 Apertura              | AUF        |
| Mayo                  | Emiliano Gómez Boston River      | Facundo Bernal Defensor Sporting | Gianni Rodríguez Boston River      | Pedro González Fénix          | 11-14 Apertura             | AUF        |
| Junio                 | Octavio Rivero Defensor Sporting | Joaquín Lavega River Plate       | Leonardo Fernández Peñarol         | Darío Denis Cerro             | 15 Apertura 1-3 Intermedio | AUF        |
| Julio                 | Alexis Castro Nacional           | Damián García Peñarol            | Tomás Adoryan Rampla Juniors       | Andrés Samurio Rampla Juniors | 4-7 Intermedio             | AUF        |
| Agosto - Setiembre    | Bruno Damiani Boston River       | Joaquín Lavega River Plate       | Gonzalo Petit Nacional             | Fabrizio Correa River Plate   | 1-5 Clausura               | AUF        |
| Octubre               | Bruno Damiani Boston River       | Lucas Sanabria Nacional          | Juan Manuel Gutiérrez Boston River | Mauro Goicoechea Danubio      | 6-9 Clausura               | AUF        |
| Noviembre - Diciembre | Leonardo Fernández Peñarol       | Agustín Soria Defensor Sporting  | Leonardo Fernández Peñarol         | Mauro Silveira Wanderers      | 10-15 Clausura             | AUF        |

### Premios anuales
El 22 de enero de 2025 se realizó la ceremonia en la cual se entregaron los Premios AUF correspondientes a la temporada 2024.
| Premio AUF                        | Jugador                                                                         | Equipo            |
| --------------------------------- | ------------------------------------------------------------------------------- | ----------------- |
| Mejor jugador                     | Leonardo Fernández                                                              | Peñarol           |
| Jugador del público               | Leonardo Fernández                                                              | Peñarol           |
| Joven talento                     | Damián García                                                                   | Peñarol           |
| Mejor Director Técnico            | Diego Aguirre                                                                   | Peñarol           |
| Mejor gol del año                 | Gonzalo Petit                                                                   | Nacional          |
| Mejor atajada del año             | Luis Mejía                                                                      | Nacional          |
| Mejor debutante                   | Lucas Sanabria                                                                  | Nacional          |
| Goleador                          | Leonardo Fernández (16 goles en 36 PJ)                                          | Peñarol           |
| Valla menos vencida:              | Washington Aguerre, Guillermo De Amores, Randall Rodríguez (17 goles recibidos) | Peñarol           |
| Jugador con más minutos en cancha | Kevin Dawson                                                                    | Defensor Sporting |
| Mejor árbitro:                    | Esteban Ostojich                                                                | Esteban Ostojich  |
| Fair Play:                        | Peñarol                                                                         | Peñarol           |

Equipo ideal:
| Arquero                    | Defensas                    | Mediocampistas             | Delanteros                  |
| -------------------------- | --------------------------- | -------------------------- | --------------------------- |
| Washington Aguerre Peñarol | Leandro Lozano Nacional     | Eduardo Darias Peñarol     | Maximiliano Silvera Peñarol |
| Washington Aguerre Peñarol | Guzmán Rodríguez Peñarol    | Damián García Peñarol      | Bruno Damiani Boston River  |
| Washington Aguerre Peñarol | Javier Méndez Peñarol       | Leonardo Fernández Peñarol | Nicolás López Nacional      |
| Washington Aguerre Peñarol | Juan Rodríguez Boston River |                            |                             |

## Récords
- Mayor número de goles marcados en un partido: 8 goles:

 Nacional 6 – 2  Rampla Juniors (20 de abril de 2024)
 Miramar Misiones 3 – 5  Danubio (28 de abril de 2024)
- Mayor victoria local:  Defensor Sporting 5 – 0  Cerro (25 de febrero de 2024)

- Mayor victoria visitante:

 Danubio 0 – 6  Nacional (13 de julio de 2024)
 Fénix 0 – 6  Nacional (13 de noviembre de 2024)
- Mayor racha de victorias consecutivas:  Peñarol (9 partidos)

- Mayor racha de partidos sin perder:  Peñarol (15 partidos)

- Mayor racha de partidos sin ganar:  Deportivo Maldonado (14 partidos)

- Mayor racha de derrotas consecutivas:  Deportivo Maldonado (6 partidos)

- Partido con mayor asistencia de público:  Peñarol 0 – 0  Nacional (29 de marzo de 2024) (40.172 entradas colocadas)[32]

- Partido con menor asistencia de público:  Cerro 3 – 0  Rampla Juniors (7 de abril de 2024) (3 entradas vendidas)[33]Nota: Sin público local y con solamente 100 entradas disponibles para los socios visitantes, a un costo de $3.000.[34][35]

## Resumen de la temporada 2024

### Campeones y subcampeones
| Competición         | Campeón               | Subcampeón        |
| ------------------- | --------------------- | ----------------- |
| Supercopa Uruguaya  | Liverpool (3)         | Defensor Sporting |
| Torneo Apertura     | Peñarol (7)           | Nacional          |
| Torneo Intermedio   | Nacional (5)          | Peñarol           |
| Torneo Clausura     | Peñarol (11)          | Nacional          |
| Campeonato Uruguayo | Peñarol (52)          | Nacional          |
| Copa Uruguay        | Defensor Sporting (3) | Nacional          |

### Clasificados a la Copa Libertadores
|           |           |              |                   |
| Peñarol   | Nacional  | Boston River | Defensor Sporting |
| Uruguay 1 | Uruguay 2 | Uruguay 3    | Uruguay 4         |

### Clasificados a la Copa Sudamericana
|             |           |           |                      |
| Cerro Largo | Danubio   | Racing    | Montevideo Wanderers |
| Uruguay 1   | Uruguay 2 | Uruguay 3 | Uruguay 4            |